# Tiny, Slim and Fat
Tiny, Slim and Fat è un cortometraggio muto del 1917 prodotto dalla Essanay di Chicago. Il nome del regista non viene riportato nei credit.

## Produzione
Il film fu prodotto dalla Essanay Film Manufacturing Company.

## Distribuzione
Distribuito dalla General Film Company, il film - un cortometraggio di 100 metri - uscì nelle sale cinematografiche USA il 21 febbraio 1917. Nelle proiezioni, veniva programmato con il sistema dello split reel, accorpato in un'unica bobina con due altri cortometraggi prodotti dall'Essanay, il documentario British Columbia e il cartoon Canimated Nooz Pictorial, No. 25.